# Боббі Джонстоун
Роберт "Боббі" Джонстоун (англ. Robert "Bobby" Johnstone, 7 вересня 1929, Селкірк — 22 серпня 2001, Селкірк) — шотландський футболіст, що грав на позиції нападника, зокрема, за клуби «Гіберніан» та «Манчестер Сіті», а також національну збірну Шотландії.
Триразовий чемпіон Шотландії. Володар Кубка Англії з футболу. 

## Клубна кар'єра
Народився 7 вересня 1929 року в місті Селкірк. Вихованець футбольної школи клубу «Ньютонгранж Стар».
У дорослому футболі дебютував 1946 року виступами за команду «Гіберніан», в якій провів вісім сезонів, взявши участь у 164 матчах чемпіонату.  Більшість часу, проведеного у складі «Гіберніана», був основним гравцем атакувальної ланки команди. У складі «Гіберніана» був одним з головних бомбардирів команди, маючи середню результативність на рівні 0,51 голу за гру першості. За цей час тричі виборював титул чемпіона Шотландії.
Своєю грою за цю команду привернув увагу представників тренерського штабу клубу «Манчестер Сіті», до складу якого приєднався 1955 року. Відіграв за команду з Манчестера наступні чотири сезони своєї ігрової кар'єри. Граючи у складі «Манчестер Сіті» також здебільшого виходив на поле в основному складі команди. В новому клубі був серед найкращих голеодорів, відзначаючись забитим голом в середньому щонайменше у кожній третій грі чемпіонату. За цей час додав до переліку своїх трофеїв титул володаря Кубка Англії з футболу.
Протягом 1959—1960 років знову захищав кольори клубу «Гіберніан».
Завершив ігрову кар'єру у команді «Олдем Атлетик», за яку виступав протягом 1960—1965 років.

## Виступи за збірну
1951 року дебютував в офіційних матчах у складі національної збірної Шотландії. Протягом кар'єри у національній команді провів у її формі 17 матчів, забивши 10 голів.
Був присутній в заявці збірної на чемпіонаті світу 1954 року у Швейцарії, але через травму на турнір не поїхав. 
Помер 22 серпня 2001 року на 72-му році життя у місті Селкірк.

## Титули і досягнення
- Чемпіон Шотландії (3):

«Гіберніан»: 1947-1948, 1950-1951, 1951-1952
- Володар Кубка Англії з футболу (1):

«Манчестер Сіті»: 1955-1956